# Juan Martín Imbert
Juan Martín Imbert (n. San Miguel de Tucumán, Provincia de Tucumán, Argentina; 31 de marzo de 1990) es un futbolista argentino. Juega de volante en Temperley, de la Primera Nacional.

## Carrera

### Inicios
Imbert jugaba en las inferiores del Club Social y Deportivo La Florida (Tucumán), después de formarse en el CEF 18. Juan Martín fue a probar suerte a Buenos Aires, donde causó muy buena impresión en los cazatalentos de Boca, fue así que Ricardo Almada lo llevó a Boca donde estuvo hasta 2013.

### Boca Juniors
Durante mucho tiempo jugó partidos en la reserva del club, donde ha logrado ganar la confianza del técnico.
Luego de mucha espera Juan Martin fue citado por Roberto Pompei al banquillo con la primera división el 5 de diciembre de 2010, para presenciar el partido Boca-Quilmes.
Su debut con el equipo de primera división se produjo recién el sábado 13 de octubre de 2012, en un encuentro amistoso frente al Club Cerro Porteño en Paraguay, en donde el Xeneize cayó 2 a 1 ante los locales.

### Aldosivi
En búsqueda de continuidad, se incorporó en julio de 2013 al Club Atlético Aldosivi de Mar del Plata.

### Atlético Tucumán
Luego de su buen paso por el club marplatense, Juan Martín volvió a Boca. Al poco tiempo, pasó a préstamo a Atlético Tucumán por 18 meses. En el Decano jugó 42 partidos y convirtió 1 gol. Además, tuvo la posibilidad de conseguir el ascenso a Primera.

### Guaraní Antonio Franco
Después de descender al Torneo Federal A, Guaraní Antonio Franco decidió incorporar al tucumano. Durante el torneo de transición disputó 8 partidos.

### Arsenal
Imbert volvió a Primera, esta vez vistiendo los colores de Arsenal. No tuvo una gran participación en el campeonato y además el Arse descendió a la Primera B Nacional.

### Chacarita Juniors
Se mantuvo en la máxima categoría con Chacarita Juniors y, aunque jugó gran parte del torneo, el Funebrero también descendió a la segunda categoría.

### Quilmes
Para la temporada 2017-18, Imbert llegó a Quilmes, de la Primera B Nacional. En dicha temporada fue titular en la mayor parte del torneo, siendo fundamental para el entrenador Leonardo Lemos.
Después de salvarse del descenso, Juan Martín renovó con el Cervecero por un año más y en la siguiente temporada fue titular en 14 de los 15 encuentros disputados.

### San Martín de Tucumán
En diciembre de 2019, el conjunto de zona sur cambió de entrenador y no iba a tener en cuenta al volante. Por eso, en enero de 2020, Imbert se convirtió en refuerzo de San Martín de Tucumán, líder de la zona 2 de la Primera Nacional.

## Estadísticas

### Clubes
| Club                             | Div.          | Temporada     | Liga  | Liga  | Liga   | Copas nacionales | Copas nacionales | Copas nacionales | Torneos internacionales | Torneos internacionales | Torneos internacionales | Total | Total | Total  |
| Club                             | Div.          | Temporada     | Part. | Goles | Asist. | Part.            | Goles            | Asist.           | Part.                   | Goles                   | Asist.                  | Part. | Goles | Asist. |
| -------------------------------- | ------------- | ------------- | ----- | ----- | ------ | ---------------- | ---------------- | ---------------- | ----------------------- | ----------------------- | ----------------------- | ----- | ----- | ------ |
| Boca Juniors Argentina           | 1.ª           | 2012-13       | 2     | —     | —      | —                | —                | —                | —                       | —                       | —                       | 2     | 0     | 0      |
| Boca Juniors Argentina           | Total club    | Total club    | 2     | 0     | 0      | 0                | 0                | 0                | 0                       | 0                       | 0                       | 2     | 0     | 0      |
| C. A. Aldosivi Argentina         | 2.ª           | 2013-14       | 37    | 3     | —      | 1                | —                | —                | Inaccesibles            | Inaccesibles            | Inaccesibles            | 38    | 3     | 0      |
| C. A. Aldosivi Argentina         | Total club    | Total club    | 37    | 3     | 0      | 1                | 0                | 0                | 0                       | 0                       | 0                       | 38    | 3     | 0      |
| Atlético Tucumán Argentina       | 2.ª           | 2014          | 15    | —     | —      | —                | —                | —                | Inaccesibles            | Inaccesibles            | Inaccesibles            | 15    | 0     | 0      |
| Atlético Tucumán Argentina       | 2.ª           | 2015          | 27    | 1     | —      | 1                | —                | —                | Inaccesibles            | Inaccesibles            | Inaccesibles            | 28    | 1     | 0      |
| Atlético Tucumán Argentina       | Total club    | Total club    | 42    | 1     | 0      | 1                | 0                | 0                | 0                       | 0                       | 0                       | 43    | 1     | 0      |
| Guaraní Antonio Franco Argentina | 3.ª           | 2016          | 8     | —     | —      | —                | —                | —                | Inaccesibles            | Inaccesibles            | Inaccesibles            | 8     | 0     | 0      |
| Guaraní Antonio Franco Argentina | Total club    | Total club    | 8     | 0     | 0      | 0                | 0                | 0                | 0                       | 0                       | 0                       | 8     | 0     | 0      |
| Arsenal de Sarandí Argentina     | 1.ª           | 2016-17       | 10    | —     | —      | 1                | —                | —                | 2                       | —                       | 1                       | 13    | 0     | 1      |
| Arsenal de Sarandí Argentina     | Total club    | Total club    | 10    | 0     | 0      | 1                | 0                | 0                | 2                       | 0                       | 1                       | 13    | 0     | 1      |
| Chacarita Juniors Argentina      | 1.ª           | 2017-18       | 22    | 2     | 1      | —                | —                | —                | —                       | —                       | —                       | 22    | 2     | 1      |
| Chacarita Juniors Argentina      | Total club    | Total club    | 22    | 2     | 1      | 0                | 0                | 0                | 0                       | 0                       | 0                       | 22    | 2     | 1      |
| Quilmes A. C. Argentina          | 2.ª           | 2018-19       | 22    | 1     | —      | —                | —                | —                | Inaccesibles            | Inaccesibles            | Inaccesibles            | 22    | 1     | 0      |
| Quilmes A. C. Argentina          | 2.ª           | 2019-20       | 14    | —     | —      | —                | —                | —                | Inaccesibles            | Inaccesibles            | Inaccesibles            | 14    | 0     | 0      |
| Quilmes A. C. Argentina          | Total club    | Total club    | 36    | 1     | 0      | 0                | 0                | 0                | 0                       | 0                       | 0                       | 36    | 1     | 0      |
| San Martín (T) Argentina         | 2.ª           | 2019-20       | 6     | 1     | —      | 1                | —                | —                | Inaccesibles            | Inaccesibles            | Inaccesibles            | 7     | 1     | 0      |
| San Martín (T) Argentina         | 2.ª           | 2020          | 5     | —     | 1      | —                | —                | —                | Inaccesibles            | Inaccesibles            | Inaccesibles            | 5     | 0     | 1      |
| San Martín (T) Argentina         | 2.ª           | 2021          | 27    | 3     | 1      | —                | —                | —                | Inaccesibles            | Inaccesibles            | Inaccesibles            | 27    | 3     | 1      |
| San Martín (T) Argentina         | 2.ª           | 2022          | 22    | 3     | —      | 1                | —                | —                | Inaccesibles            | Inaccesibles            | Inaccesibles            | 23    | 3     | 0      |
| San Martín (T) Argentina         | 2.ª           | 2023          | 5     | —     | —      | —                | —                | —                | Inaccesibles            | Inaccesibles            | Inaccesibles            | 5     | 0     | 0      |
| San Martín (T) Argentina         | Total club    | Total club    | 65    | 7     | 2      | 2                | 0                | 0                | 0                       | 0                       | 0                       | 67    | 7     | 2      |
| C. A. Temperley Argentina        | 2.ª           | 2024          | 25    | 0     | 0      | 2                | 0                | 0                | Inaccesibles            | Inaccesibles            | Inaccesibles            | 27    | 0     | 0      |
| C. A. Temperley Argentina        | Total club    | Total club    | 25    | 0     | 0      | 2                | 0                | 0                | 0                       | 0                       | 0                       | 27    | 0     | 0      |
| Total carrera                    | Total carrera | Total carrera | 247   | 14    | 3      | 7                | 0                | 0                | 2                       | 0                       | 1                       | 256   | 14    | 4      |
| 1. 2. 3.                         |               |               |       |       |        |                  |                  |                  |                         |                         |                         |       |       |        |

## Palmarés

### Torneos nacionales
| Título             | Club             | País      | Año  |
| ------------------ | ---------------- | --------- | ---- |
| Primera B Nacional | Atlético Tucumán | Argentina | 2015 |